# Laguna Lo Méndez
La Laguna Lo Méndez es una laguna humedal ubicado en el Barrio Norte de la ciudad de Concepción, Chile.
En 1996 fue recuperada, iniciándose una etapa de purificación de sus aguas y remodelación de su entorno urbano, construyéndose a su alrededor áreas verdes e incluyéndose además tuberías para el desagüe de aguas lluvias.
Esta laguna pertenece a las cuencas costeras e islas entre ríos Itata y Biobío, el ítem (082) del inventario de cuencas de Chile (BNA).: 4–111 

## Geografía
La ciudad de Concepción posee dos grupos de lagunas, uno al sur, que incluye las lagunas Chica de San Pedro de la Paz y la Grande de San Pedro de la Paz, y el sistema de lagunas al norte del Biobío, integrado por las lagunas Price, Redonda, Las Tres Pascualas, Lo Méndez, Lo Galindo, Lo Custodio y la Pineda.: 118 
Lo Méndez corresponde a una de las siete lagunas ubicadas en el Gran Concepción. Tiene una superficie de 52 000 m², una profundidad máxima de 6.41 metros y media de 1.7 m, dimensiones de 457 m de largo por 196 m de ancho, y un volumen total de 87 000 m³.
La laguna, de origen fluvial-eólico, se formó aproximadamente entre 8000 y 6400 años atrás, desde las aguas del Río Biobío.
Se encuentra entre el Cerro Chepe y los cerros al noroeste de la Laguna Lo Galindo. En uno de sus bordes se encuentra el Cerro Chacabuco, que en 1999 fue limpiado para mejorar el entorno.